# Nectarios Triantis
Nectarios Triantis, né le 11 mai 2003 à Sydney en Australie, est un footballeur australien qui évolue au poste de défenseur central à Sunderland AFC.

## Biographie

### En club
Né à Sydney en Australie, Nectarios Triantis commence le football au Canterbury Junior FC, puis il est formé par différents clubs de sa ville natale, comme le Sydney Olympic, le Sydney FC et le Western Sydney Wanderers.
C'est avec ce dernier club qu'il joue son premier match en professionnel, le 23 février 2022, à l'occasion d'une rencontre de A-League, la première division australienne, face au Newcastle United Jets. Il est titularisé, et son équipe est battue sur le score de un but à zéro.
Le 26 juillet 2022, Nectarios Triantis signe un contrat de trois ans avec le Central Coast Mariners.
Lors de l'été 2023, Nectarios Triantis rejoint l'Angleterre afin de s'engager en faveur du Sunderland AFC. Le transfert est annoncé le 21 juin 2023, et il signe un contrat de quatre ans, soit jusqu'en juin 2027.
Le 1er février 2024, Nectarios Triantis prend la direction de l'Écosse afin de s'engager en faveur du Hibernian FC sous la forme d'un prêt jusqu'à la fin de la saison.
Il joue son premier match sous ses nouvelles couleurs le 3 février 2024, à l'occasion d'une rencontre de Scottish Premiership, la première division écossaise, face au St. Mirren FC. Il est titularisé et voit son équipe s'incliner par trois buts à zéro.

### En sélection
En février 2023, Nectarios Triantis est convoqué avec l'équipe d'Australie des moins de 20 ans, pour participer à la coupe d'Australie des moins de 20 ans en 2023, une compétitions à laquelle les jeunes australiens n'avaient plus participé depuis 2013.

## Palmarès
Central Coast Mariners
- Championnat d'Australie (1) :
  - Champion : 2022-2023.